# Лужки (Крым)
Лужки́ (до 1945 года Шиба́н; укр. Лужки, крымскотат. Cağa Qıpçaq, Джагъа Къыпчакъ) — село в Нижнегорском районе Республики Крым, входит в состав Акимовского сельского поселения (согласно административно-территориальному делению Украины — Акимовского сельского совета Автономной Республики Крым).

## Население
| 2001 | 2014 |
| ---- | ---- |
| 314  | ↘228 |

Всеукраинская перепись 2001 года показала следующее распределение по носителям языка
| Язык             | Процент |
| ---------------- | ------- |
| русский          | 63.06   |
| крымскотатарский | 24.84   |
| украинский       | 4.46    |

### Динамика численности
| - 1805 год — 141 чел. - 1864 год — 43 чел. - 1889 год — 190 чел. - 1900 год — 461 чел. - 1915 год — 297/64 чел. - 1926 год — 96 чел. | - 1939 год — 117 чел. - 1989 год — 256 чел. - 2001 год — 314 чел. - 2009 год — 248 чел. - 2014 год — 228 чел. |

## Современное состояние
На 2017 год в Лужках числится 3 улицы: Крайняя, Матросова и Севастопольская; на 2009 год, по данным сельсовета, село занимало площадь 103 гектара на которой, в 96 дворах, проживало 248 человек. В селе действует фельдшерско-акушерский пункт, детский сад Лужки связаны автобусным сообщением с Симферополем, райцентром и соседними населёнными пунктами.

## География
Лужки — село на севере района, в степном Крыму, в нижнем течении Салгира на левом берегу одного из коллекторов Северо-Крымского канала, в которые превращена река, высота центра села над уровнем моря — 9 м. Соседние сёла: Акимовка в 1,3 км на юго-запад, Емельяновка в 2,5 км на восток и Заливное — в 1,5 км на север. Расстояние до райцентра — около 17 километров (по шоссе), там же ближайшая железнодорожная станция — Нижнегорская (на линии Джанкой — Феодосия). Транспортное сообщение осуществляется по региональным автодорогам 35Н-357 от шоссе Акимовка — Луговое и 35Н-380 Нижнегорский — Лиственное (по украинской классификации — С-0-10916 и С-0-10901).

## История
Первое документальное упоминание селения встречается в Камеральном Описании Крыма… 1784 года, судя по которому, в последний период Крымского ханства Шабан входил в Таманский кадылык Карасъбазарскаго каймаканства. После присоединения Крыма к России (8) 19 апреля 1783 года, (8) 19 февраля 1784 года, именным указом Екатерины II сенату, на территории бывшего Крымского Ханства была образована Таврическая область и деревня была приписана к Перекопскому уезду. После Павловских реформ, с 1796 по 1802 год, входил в Перекопский уезд Новороссийской губернии. По новому административному делению, после создания 8 (20) октября 1802 года Таврической губернии, Шибань была включена в состав Таганашминской волости Перекопского уезда.

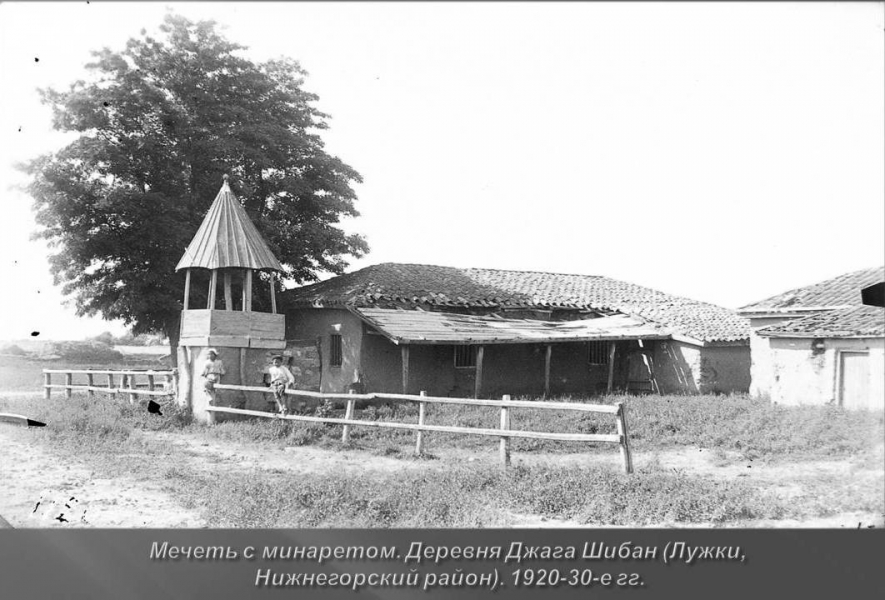
Мечеть с минаретом в деревне Джага-Шибан (ныне Лужки), 1920-е годы

Согласно Ведомости о всех селениях, в Перекопском уезде состоящих с показанием в которой волости сколько числом дворов и душ… от 21 октября 1805 года, в деревне Шибань в 25 дворах проживало 140 крымских татар и 1 ясыр. На военно-топографической карте генерал-майора Мухина 1817 года деревня Я-чашбан обозначена с 22 дворами. После реформы волостного деления 1829 года Шикипе, согласно «Ведомости о казённых волостях Таврической губернии 1829 года», отнесли к Башкирицкой волости (переименованной из Таганашминской). На карте 1836 года в деревне Джага-Шибан 48 дворов, как и на карте 1842 года деревня Шибань условным знаком «малая деревня», то есть, менее 5 дворов.
В 1860-х годах, после земской реформы Александра II, деревню включили в состав Владиславской волости. Согласно «Списку населённых мест Таврической губернии по сведениям 1864 года», составленному по результатам VIII ревизии 1864 года, Шибан — владельческая татарская деревня с 20 дворами, 43 жителями и мечетью при реке Салгир. На 1867 год в селении действовала татарская начальная школа. По обследованиям профессора А. Н. Козловского начала 1860-х годов, в селении вода в колодцах глубиной от 1,5—3 до 5 саженей (от 2 до 10 м) была частью солоноватая, а частью солёная. Возле селения протекает река Карасовка, но летом воды в ней не бывает. На трёхверстовой карте Шуберта 1865—1876 года подписана Джага Шибань с 40 дворами. В 1971 году существовавший в Шибани на Чонгаро-Феодосийской торговой дороге деревянный мост через Салгир ремонтировали за 150 рублей.  В «Памятной книге Таврической губернии 1889 года», по результатам Х ревизии 1887 года, в деревне Битермен-Шибань Байгончекской волости числилось 33 двора и 190 жителей.
После земской реформы 1890-х годов деревню приписали к Ак-Шеихской волости. По «…Памятной книжке Таврической губернии на 1900 год» в деревне Шибань числился 461 житель в 35 дворах. По Статистическому справочнику Таврической губернии. Ч.II-я. Статистический очерк, выпуск пятый Перекопский уезд, 1915 год, в деревне Шибань Ак-Шеихской волости Перекопского уезда числилось 96 дворов (60 дворов с землёй, 36 — безземельные) с татарским населением в количестве 297 человек приписных жителей и 64 — «посторонних», из которых 186 мужчин и 145 женщин. Жители владели 1042 десятинами удобной земли. В хозяйствах имелось 150 лошадей, 30 волов, 60 коров и 410 голов мелкого скота.
После установления в Крыму Советской власти, по постановлению Крымревкома № 206 «Об изменении административных границ» от 8 января 1921 года была упразднена волостная система, Перекопский уезд переименовали в Джанкойский, в составе которого был создан Джанкойский район. В 1922 году уезды преобразовали в округа. 11 октября 1923 года, согласно постановлению ВЦИК, в административное деление Крымской АССР были внесены изменения, в результате которых округа были отменены и Джанкойский район стал основной административной единицей и село включили в его состав. Согласно Списку населённых пунктов Крымской АССР по Всесоюзной переписи 17 декабря 1926 года, в селе Шибань (русский), центре Шибаньского сельсовета Джанкойского района, числилось 23 двора, все крестьянские, население составляло 96 человек, все русские. В Джага Шибани (видимо, татарской части того же села) — 40 дворов, все крестьянские, население — 185 человек, из них 180 татар и 5 русских. Постановлением ВЦИК «О реорганизации сети районов Крымской АССР» от 30 октября 1930 года был создан Сейтлерский район (по другим сведениям 15 сентября 1931 года), переименованный указом ВС РСФСР № 621/6 от 14 декабря 1944 года в Нижнегорский и село передали в его состав. В том же, в 1930 году был создан колхоз «Ударник». По данным всесоюзной переписи населения 1939 года в селе проживало 117 человек.
После освобождения Крыма от фашистов, 12 августа 1944 года было принято постановление № ГОКО-6372с «О переселении колхозников в районы Крыма» и в сентябре 1944 года в район приехали первые новоселы (320 семей) из Тамбовской области, а в начале 1950-х годов последовала вторая волна переселенцев из различных областей Украины. Указом Президиума Верховного Совета РСФСР от 21 августа 1945 года Шибань был переименован в Лужки и Шибаньский сельсовет — в Лужкинский. С 25 июня 1946 года Лужки в составе Крымской области РСФСР. Указом же Президиума Верховного Совета РСФСР от 18 мая 1948 года к Лужкам присоединили село Джага-Кипчак. В 1950 году колхоз «Ударник» влился в колхоз «Победа». 26 апреля 1954 года Крымская область была передана из состава РСФСР в состав УССР. Время упразднения сельсовета и включения в Акимовский пока не установлено: на 15 июня 1960 года село уже числилось в его составе. К 1968 году к селу присоединили Сенокосное и Верещагино (согласно справочнику «Крымская область. Административно-территориальное деление на 1 января 1968 года» — в период с 1954 по 1968 годы), сейчас — южная окраина села. По данным переписи 1989 года в селе проживало 256 человек. С 12 февраля 1991 года село в восстановленной Крымской АССР, 26 февраля 1992 года переименованной в Автономную Республику Крым. С 21 марта 2014 года в составе Крыма аннексировано Россией.